# Austrolimnophila japenensis
Austrolimnophila japenensis là một loài ruồi trong họ Limoniidae. Chúng phân bố ở miền Australasia.